# Dragó de Duvaucel
El dragó de Duvaucel (Hoplodactylus duvaucelii) és una espècie de llangardaix de la família Diplodactylidae. És endèmica de Nova Zelanda.

## Etimologia
L'espècie H. duvaucelii va rebre el nom erròniament d'Alfred Duvaucel, un naturalista francès que va explorar l'Índia. Els exemplars que va portar a Europa li van ser acreditats. Més tard es va descobrir que els animals venien de Nova Zelanda.

## Hàbitat
Es troba principalment a les illes marítimes lliures de depredadors de Nova Zelanda, incloses l'illa de la Gran Barrera i diverses illes de l'estret de Cook. El març de 2010, un dragó de Duvaucel va ser atrapat en una trampa a la reserva natural de Maungatautari, la qual cosa indica que probablement no ha desaparegut de Nova Zelanda continental. L'anàlisi genètica va confirmar que aquest exemplar de dragó representa una població relicte del continent.

## Descripció
Pot arribar a assolir una longitud total (inclosa la cua) de fins a 30 cm, dels quals la meitat serien del musell a la cloaca, amb un pes de fins a 120 grams, amb el que es converteix en el dragó viu més gran de Nova Zelanda. L'exemplar salvatge més vell conegut va arribar a viure fins als 36 anys.
El dragó de Duvaucel és un llangardaix de cos pesat amb un cap relativament gran i dits llargs amb coixinets expandits. La seva coloració és principalment grisa, sovint amb una lleugera tonalitat verda oliva. En general, hi ha 6 taques irregulars que es troben al llarg del cos d'un costat a l'altre entre la part posterior del cap i la base de la cua que mai està ratllada.

## Comportament
És un animal nocturn, però a vegades pren el sol. Menja preses relativament grans, com ara les arnes puriri i weta. L'evidència fòssil suggereix que antigament estava molt més estès, però la depredació per part dels mamífers introduïts ha fet reduir considerablement el seu hàbitat. S'alimenta a terra i és arborícola, viu en matolls i boscos, i al llarg de la costa de les illes a les quals està confinat actualment. Els adults a vegades s'alimenten de melassa dels arbres sempreverd que acullen una gran densitat d'insectes coccoïdeus. Les femelles no ponen ous sinó que donen a llum cries vives.>

## Estat de conservació
El Dragó de Duvaucel va ser reintroduït a Nova Zelanda a finals de 2016 quan 80 animals van ser alliberats al Santuari Obert de Tāwharanui a la península de Tawharanui.